# Cortinicara gibbosa
Cortinicara gibbosa é uma espécie de insetos coleópteros polífagos pertencente à família Latridiidae.
A autoridade científica da espécie é Herbst, tendo sido descrita no ano de 1793.
Trata-se de uma espécie presente no território português.